# Коса (притока Альми)
Коса, Кой-Су, Коссе (крим. Qosa, тюрк. коси — безбородий) — права притока р. Альма. Починається на західних схилах масиву Чатир-Даг, впадає біля кордону Сосновий, нижче р. Суха Альма; має велику площу водозбору.

## Опис
Довжина річки 16 км, похил річки 32 м/км , площа басейну водозбору 38,4  км², найкоротша відстань між витоком і гирлом — 10,02  км, коефіцієнт звивистості річки — 1,20 . Формується багатьма безіменними струмками.